# 第37回IBAFワールドカップ日本代表
第37回IBAFワールドカップ日本代表（だい37かいIBAFワールドカップにっぽんだいひょう）は、2007年11月に台湾各地において行われた第37回IBAFワールドカップに出場するために編成された野球の日本代表チームである。

## 概要
プロ野球はアジアシリーズと日程が重複するうえ、第24回アジア野球選手権大会兼北京オリンピック野球競技アジア地区予選に向けた代表合宿を目前に控える時期であることから選手は選出されなかった。しかし、同大会の代表候補に挙げられた長谷部康平（愛工大）は代表入りを果たした。社会人野球は日本選手権と一部日程が重複したが、同大会に出場するチームから主力が選出された。前年のインターコンチネンタルカップでは、日本選手権の予選敗退チームから日本代表を選出したものの、思うように成績が伸びなかったことから、所属チームの日本選手権出場の有無を問わずに選抜が行われた。

## 代表メンバー
No.は背番号。所属や年齢は選出当時。
| 位置   | No. | 氏名       | 所属               | 年齢 |
| ------ | --- | ---------- | ------------------ | ---- |
| 監督   | 30  | 垣野多鶴   | 三菱ふそう川崎監督 | 56   |
| コーチ | 31  | 小島啓民   | 三菱重工長崎元監督 | 43   |
| コーチ | 32  | 中島彰一   | 住友金属鹿島監督   | 41   |
| コーチ | 33  | 中村壽博   | 日本文理大学監督   | 33   |
| 投手   | 11  | 川脇輝生   | 東海理化           | 23   |
| 投手   | 14  | 斎藤貴志   | JR東日本           | 29   |
| 投手   | 15  | 小高幸一   | 鷺宮製作所         | 24   |
| 投手   | 16  | 松岡昌志   | Honda鈴鹿          | 28   |
| 投手   | 17  | 田澤純一   | 新日本石油ENEOS    | 21   |
| 投手   | 18  | 攝津正     | JR東日本東北       | 25   |
| 投手   | 19  | 磯村秀人   | 東芝               | 30   |
| 投手   | 20  | 長岡哲司   | 住友金属鹿島       | 23   |
| 投手   | 21  | 長谷部康平 | 愛知工業大学       | 22   |
| 捕手   | 22  | 井上結貴   | 東北福祉大学       | 21   |
| 捕手   | 23  | 佐伯亮     | Honda              | 28   |
| 捕手   | 24  | 鈴木健司   | 日本通運           | 27   |
| 内野手 | 2   | 鈴木勘弥   | 三菱重工長崎       | 33   |
| 内野手 | 4   | 久米健     | 三菱重工長崎       | 26   |
| 内野手 | 5   | 佐々木勉   | 三菱ふそう川崎     | 28   |
| 内野手 | 6   | 西郷泰之   | 三菱ふそう川崎     | 35   |
| 内野手 | 7   | 二村俊之   | 住友金属鹿島       | 28   |
| 内野手 | 9   | 横山憲一   | 三菱重工神戸       | 26   |
| 内野手 | 25  | 小窪哲也   | 青山学院大学       | 22   |
| 外野手 | 1   | 野本圭     | 日本通運           | 23   |
| 外野手 | 8   | 長野久義   | Honda              | 23   |
| 外野手 | 10  | 村上純平   | 鷺宮製作所         | 24   |
| 外野手 | 26  | 林稔幸     | 富士重工業         | 27   |
| 外野手 | 29  | 吉浦貴志   | 日産自動車         | 28   |

## 大会戦績
- 予選リーグ

第1戦（11月7日；台中）　日本　11－1　南アフリカ共和国
第2戦（11月8日；台中）　日本　15－3　メキシコ　（7回コールド）
第3戦（11月9日；インターコンチネンタル）　日本　1－6　チャイニーズタイペイ
第4戦（11月10日；インターコンチネンタル）　日本　1－5　アメリカ合衆国
第5戦（11月11日；インターコンチネンタル）　日本　6－2　パナマ
第6戦（11月13日；斗六）　日本　10－0　イタリア　（7回コールド）
第7戦（11月14日；台中）　日本　4x－3　スペイン
（5勝2敗で予選リーグAグループ3位通過）
- 決勝トーナメント

1回戦（11月16日；新荘）　日本　3－0　オーストラリア
準決勝（11月17日；新荘）　日本　3－5　キューバ
3位決定戦（11月18日；天母）　日本　5－0　オランダ
（日本は銅メダル獲得）
- 表彰選手（日本代表）

大会優秀投手（右投手）　攝津正　4勝0敗、防御率0.31
大会ベストナイン（一塁手）　西郷泰之